# 832.
◄ | 8. stoljeće | 9. stoljeće | 10. stoljeće | ►
◄ | 800-ih | 810-ih | 820-ih | 830-ih | 840-ih | 850-ih | 860-ih | ►
◄◄ | ◄ | 829. | 830. | 831. | 832. | 833. | 834. | 835. | ► | ►►
Astronomija • Književnost • Kršćanstvo • Pravo • Promet

## Događaji
- Pipin I. Akvitanski i Ludvig Njemački pobunili se protiv franačkog cara Ludovika I. Pobožnog.

## Vanjske poveznice
|  | Zajednički poslužitelj ima još gradiva o temi 832. |